# Giuseppe Sommaruga

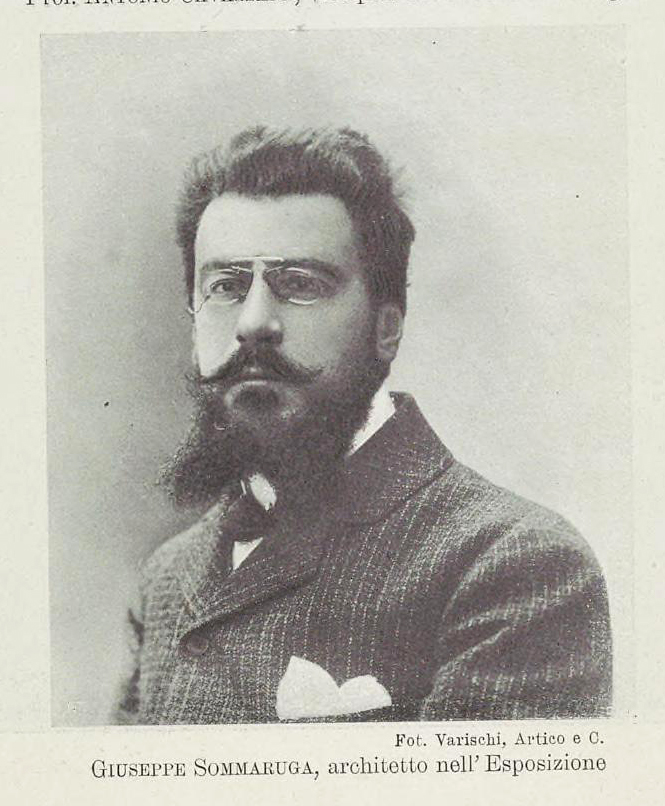
Giuseppe Sommaruga

Giuseppe Sommaruga (* 11. Juli 1867 in Mailand; † 27. März 1917) war ein italienischer Architekt, der vor allem in Oberitalien und in Mailand tätig war. Sommaruga ist einer der Hauptvertreter des Liberty-Stils, einer italienischen Variante des Art déco. 

## Leben und Werk

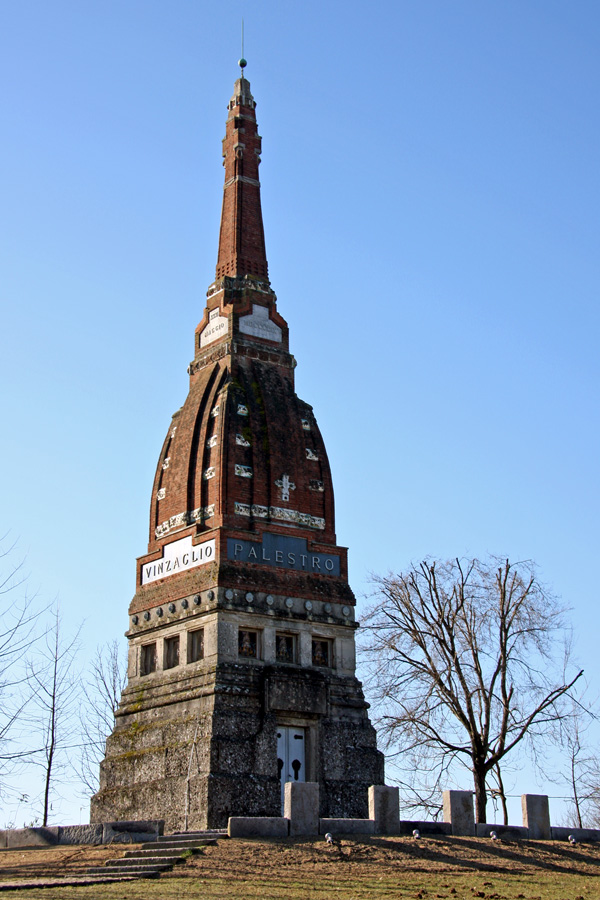
Ossario in Palestro, Provinz Pavia

Sommaruga studierte Architektur bei Camillo Boito an der Accademia di Brera in Mailand. Er baute Villen, Paläste und Mausoleen. Für die Weltausstellung 1906 in Mailand plante er die Gardini della piazza d’Armi sowie den großen Brunnen des Gartens.
Während seine im Liberty-Stil erbauten Villen und Paläste sich durch eine Fülle von floralem und verspieltem Dekor auszeichnen, ist die Casa Broggi in Mailand, die er in Kooperation mit Luigi Broggi (1851–1926) entworfen hat, noch in Teilen dem Klassizismus französischer Prägung eines Haussmann verpflichtet.
Eins seiner frühen Werke ist das Ossario di Palestro in der Provinz Pavia, erbaut 1892/93,
ein Denkmal und Mausoleum für die 1859 im Zweiten Italienischen Unabhängigkeitskrieg Gefallenen.
Als seine Hauptwerke gelten der Palazzo Castiglioni in Mailand, das Grand Hotel Campo dei Fiori in Varese, die Villa Faccanoni in Sarnico und die Mausoleen der Familien Faccanoni und Casnati.
Sommaruga war verheiratet mit Adelina Volonteri, das Paar hatte eine Tochter.

## Mitgliedschaften, Ehrungen
Sommaruga war Ehrenmitglied der Accademia de Brera, Mitglied der Veneranda Fabbrica del Duomo di Milano, Präsident der Lombardischen Architektenkammer (Associazione degli Architetti Lombardi) und erster Präsident der Federazione Nazionale degli Architetti Italiani.

## Ausstellungen
- 2017: Giuseppe Sommaruga (1867–1917). Un protagonista del Liberty tra Varese e Milano. Varese, Grand Hotel Campo dei Fiori. 2017. (Katalog mit einer umfassenden Bibliographie.)